# Montalto Carpasio
Montalto Carpasio ist eine norditalienische Gemeinde mit 560 Einwohnern (Stand 1. Januar 2017) in der Region Ligurien, politisch gehört sie zur Provinz Imperia.
Die Gemeinde ist zum 1. Januar 2018 neu entstanden aus der Fusion der ehemalig selbständigen Gemeinden Montalto Ligure und Carpasio. Der Sitz der Gemeindeverwaltung befindet sich im Rathaus von Carpasio.
|  |  |